# آخترهوکی

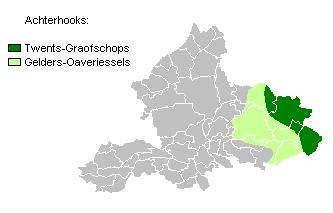
گستره گویش آخترهوکی

آخترهوکی یکی از گویش‌های هلندی ساکسون پایین در منطقه آخترهوک (در استان خلدرلاند و در شرق رودخانه ایسل) در کشور هلند است.
آخترهوکی گونه‌های متعددی دارد؛ در مناطق شمالی و شرقی بیشتر مانند گویش‌های توینتی یا سالاندی است و در مناطق غربی بیشتر به فلووه‌ای شرقی نزدیکی دارد.